# Schloss in Österreich
Schloss in Österreich ist eine Volksballade mit einem archaisch anmutenden Stoff aus der feudalen Welt. Das Lied thematisiert die Willkür des adeligen Herren in der ständisch gegliederten Gesellschaft gegenüber dem rechtlosen „einfachen“ Mann, der nur auf himmlische Rache hoffen kann.

## Textanfang zweier Varianten
1. Es liegt ein Schlösslein in Osterreich [Ost-!],

ist uns ganz wohl erbauet

von Silber und von rotem Gold,

mit Märmelstein gemauret.

2. Darinnen da liegt ein junger Knab

auf seinen Hals gefangen,

wohl vierzig Klafftern tief unter der Erd

bei Nattern und bei Schlangen.

3. Sein Vater kam von Rosenberg

wohl für [vor] den Turm gegangen:

„Ach Sohne, liebster Sohne mein,

wie hart liegst du gefangen.“

[...]

16. Es stund kaum an ein halbes Jahr,

der Tod der ward gerochen;

es wurden mehr denn dreihundert Mann

vons Knabens wegen erstochen.

17. Wer ist der uns dies Liedlein sang,

so frei gesungen hat?

Das haben getan drei zarte Jungfräulein

zu Wien wohl in der Stadt.
17 Strophen [sprachlich modernisiert] nach einer Liedflugschrift ohne Angaben von Druckort und Drucker, aber datiert 1606
1. Es stand ein Schloss in Österreich,

schön war es ausgehauen,

aus Marmor und aus Edelstein

war es wohl ausgebauen.

[...]
Mit 8 Strophen aufgezeichnet aus mündlicher Überlieferung von Elizabeth Marriage in Baden, abgedruckt 1902

## Handlung der Volksballade
In runden Klammern stehen Handlungselemente verschiedener Varianten (vergleiche Variabilität), erklärende Zusätze in eckigen Klammern. - Im besonders fest gebauten Schloss in Österreich ([historisch die Rosenburg am Kamp?] Schloss Rosenburg, zu Prennensberg, in Böhmen, am Rhein) liegt ein junger Knabe gefangen. Der Vater (kommt „von Rosenberg“) lässt ein „Pferd satteln“ [epische Formel], reitet vor [epische Formel] das Schloss (geht zum Richter), bittet für ihn und bietet vergeblich Lösegeld an. Die goldene Kette hätte der Knabe nicht gestohlen [Hintergründe dazu verrät der Text typischerweise nicht]. Der Knabe wird zum Galgen geführt (lässt sich die Augen nicht verbinden) und behauptet weiterhin, unschuldig zu sein (er bittet, ihn nicht zu rächen). Am „dritten Tag“ [typische kurze Zeitspanne] greift der Himmel ein, es kommen Engel, und nach einem halben Jahr müssen viele wegen dieses Knaben sterben (Abschlussformel über Verfasser bzw. Sängerinnen).

## Überlieferung
Der Erstbeleg steht mit der kurzen Textmarke „Is leyt eyn schls...“ zur Melodie im Glogauer Liederbuch (um 1480). Weitere Frühbelege finden sich bei Berg-Newber (1540), Forster (um 1550) und handschriftlich in hebräischen Lettern um 1600. Beliebt war das Lied im 17. Jahrhundert (etwa Fabricius 1603/08, Friderici: Quodlibet 1622/1635, Venus-Gärtlein, 1656).
Gedruckte Liedflugschriften (vergleiche Flugblatt) mit diesem Text kennen wir etwa aus Straubing um 1580, Hamburg um 1581, Nürnberg 1609, und dieser Tradierungsstrang hält bis in die Neuzeit an (in Hamburg: gedruckt bei Brauer vor 1829; in Leipzig: gedruckt Solbrig um 1800; in Berlin: gedruckt bei Zürngibl und Littfas um 1800; gedruckt in Dresden um 1800). Häufig ist die Melodie auch als Tonangabe (Melodieverweis) für andere Texte verwendet worden.
Diese Volksballade ist aus mündlicher Überlieferung sehr häufig belegt, hochdeutsch und niederdeutsch (etwa „It licht ein Schlot in Osterrik...“ bei Alpers, 1960). Übersetzt und verbreitet wurde das Lied auch in den skandinavischen Ländern (etwa eine dänische Liedflugschrift von 1697; bei Andersson 1934 finnland-schwedische Belege); eine finnische Volksballade ist eine Übersetzung aus dem Schwedischen (ungefähr dreißig finnische Aufzeichnungen sind bekannt, die von 1735 bis 1914 reichen).
Die neueren Abdrucke beginnen mit „Des Knaben Wunderhorn“ der Romantiker (Band 1, 1806, S. 220) und schließen alle relevanten volkskundlichen Sammlungen ein (etwa Hoffmann-Richter in Schlesien 1842, Schlossar in der Steiermark 1881, Uhland auf Niederdeutsch 1883, Böckel in Oberhessen 1885, Frischbier in Ostpreußen 1893, Marriage in Baden 1902, Schünemann bei den Russlanddeutschen 1923 und so weiter). Das Lied steht sehr häufig in Gebrauchsliederbüchern.

## Hinweise zur Interpretation
Diese Volksballade arbeitet in strenger Engführung des Textes mit dramatischem Szenenwechsel, mit wenigen Figuren, mit stereotypen Dialogen und ohne Erläuterungen für die Hintergründe der Handlung. Die konzentrierte Bauweise mit aneinanderreihenden epischen Formeln (epische Formel) als typisches Gattungsmerkmal lässt hier in hervorragender Weise die balladeske Struktur erkennen, die dem Textgeflecht (Textur = Gewebestruktur) eine bemerkenswerte Dichte, eben „Dichtung“, verleiht (vergleiche Holzapfel 1988 und öfter). Neben „Es waren zwei Königskinder“ ist das Lied vom „Schloss in Österreich“ in vielen Balladen-Anthologien als klassisches Beispiel für die Volksballade vertreten.
Der Text kommt insgesamt mit nur relativ wenigen, ja verblüffend wenigen Reimwörtern (Endreimen) aus, die, aneinandergereiht, bereits ein erstaunlich deutliches Bild des Geschehens vermitteln: gefangen/ Schlangen/ gegangen/ sterben/ Leben/ gerochen (rächen). So etwas haftet leichter im Gedächtnis. Nebenpersonen gibt es nicht; selbst die drei Hauptpersonen Vater, Knabe und „die Herren“ bleiben namenlos. Das Geschehen ist nicht einem bestimmten Ereignis zuzuordnen, auch nicht der historischen Rosenburg und namhaften Herren dort um 1600. Im Ausdruck „die Herren“ steckt ebenfalls das Spiegelbild einer Mentalität, dass die herrschende Macht anonym und ein Vorgehen gegen sie zwecklos ist. Man kann sie bitten, aber sie fällen das Urteil. Man kann Argumente dagegen sammeln, bekommt aber keine Antwort. Höchstens der Himmel greift ein, aber zu spät und mit unverhältnismäßiger Grausamkeit.
Die deutsche Volksballade setzt sich, wie die ähnlichen Liedstoffe der englischen („The Clerk’s twa Sons o Owsenford“; Liedtyp: Child Nr. 72) und der französischen („Ecoliers pendus“; Liedtyp: Doncieux Nr. 14) Volksballaden, mit dem sozialen Unrecht in einem Feudalsystem auseinandersetzen. Der Burgherr lässt einen unschuldigen Knaben hinrichten, weil dieser eine als unstandesgemäß angesehene Liebe nicht eingesteht.
Spätestens seit 1659, wohl aber erst nachträglich, ist die Geschichte mit der prächtig gelegenen „Rosenburg“ bei Horn in Niederösterreich verbunden. Auch andere Lokalisierungen sind belegt, so sang man in Kärnten zum Beispiel „Es war ein Gschlössl zu Pragersburg...“ und „Es steht oa Schlössli wohl über den Rhein...“ - Es gibt Überschneidungen mit anderen Volksballaden; die Eingangsstrophe, die „Schloss-Strophe“, ist als typische Wanderstrophe (Liedformel) von anderen Texten übernommen worden.